# Partido Liberal (Chili)
De Partido Liberal (Nederlands: Liberale Partij, PL) was een Chileense politieke partij. De partij domineerde samen met de Partido Conservador (Conservatieve Partij) de Chileense politiek in de negentiende eeuw en in de eerste helft van de twintigste eeuw.

## Geschiedenis
De PL ontstond in 1849 door liberaal gezinde grootgrondbezitters en vertegenwoordigers van de stedelijk middenklasse en kwam voort uit de hervormingsgezinde Pipiolos ("naïevelingen, jonge mensen zonder ervaring"). De oprichters waren groot voorstander van economisch liberalisme, persvrijheid, vrijheid van vereniging, federalisme en een sterke wetgevende macht. Men was gekant tegen de privileges van de Rooms-katholieke priesters, maar was niet uitgesproken anti-klerikaal. Op het moment van de oprichting van de PL was de regering stevig in handen van de Partido Conservador (PCon). Dit bleef zo tot in 1861. In 1858 vormden de liberalen en conservatieven de Fusión Liberal-Conservadora (Liberaal-Conservatieve Fusie) om een krachtige vuist te vormen tegen president Manuel Montt, die aanvankelijk behoorde tot de conservatieve partij maar een steeds onafhankelijker koers was gaan varen. Meer progressieve elementen binnen de liberale partij waren tegen de samenwerking met de conservatieven gekant en scheidden zich van de PL af om de Partido Radical (Radicale Partij, PR) op te richten (1858).
De Fusión Liberal-Conservadora was een moeizame samenwerking, en pas in 1871 slaagde de combinatie er in om de liberaal Federico Errázuriz Zañartu te laten verkiezen tot president. Diens antiklerikalisme leidde echter tot de ontbinding van de Fusión Liberal-Conservadora (1873). De conservatieven bleven tot 1891 in oppositie. De periode tot 1891 stond bekend als de República Liberal (Liberale Republiek). De liberalen werkten soms nauw samen met de radicalen. In 1885 scheidden een aantal liberalen zich van de PL af en vormden de Partido Liberal Doctrinario (Doctrinaire Liberale Partij) die streefden naar politiek dualisme.
In 1886 werd José Manuel Balmaceda namens de PL gekozen tot president van Chili. Hij was voorstander van enige vorm van overheidsbemoeienis, een goede verhouding tussen kerk en staat en de vereniging van de liberale met de radicale partij. Onder zijn bewind verslechterden de verhoudingen tussen de PL en de PR echter juist aanzienlijk en Balmaceda verloor zijn parlementaire meerderheid. Balmaceda besloot om buiten het parlement om te gaan regeren, maar dit leidde tot een burgeroorlog tussen de regeringstroepen onder Balmaceda en de troepen van het parlement. De regeringstroepen leden een nederlaag en president Balmaceda pleegde zelfmoord. Nadien besloten liberalen en conservatieven tot nauwe samenwerking om te voorkomen dat er weer een autoritaire president aan de macht zou komen. Deze periode die van 1891 tot 1925 zou duren zou de geschiedenis in gaan als de República Parlamentaria (Parlementaire Republiek). Bijna alle presidenten in deze periode behoorden tot de PL, maar veel van hen werden gesteund door de conservatieven.
Vroegere aanhangers van Balmaceda scheidden zich van de PL af en vormden de Partido Liberal Democrático (Liberaal-Democratische Partij, PLD).
De invloed van de PL nam in de twintigste eeuw af ten koste van de PR. De opkomst van sociaaldemocratische en populistische partijen noopten de PL, PR en PCon tot nauwe samenwerking. In 1930 fuseerden PL, PLD en de doctrinaire liberalen tot de Partido Liberal Unido (Verenigde Liberale Partij, PLU). De radicalen bleven buiten de fusie. De samenwerking met de vroegere aartsrivalen, de conservatieven, werd steeds hechter en in 1966 fuseerden PLU en PCon tot de Partido Nacional (Nationale Partij).

## Afsplitsingen van de PL
- 1863: Partido Radical (linkse afsplitsing)
- 1885: Partido Liberal Doctrinario (centrumlinkse afsplitsing)
- 1893: Partido Liberal Democrático (centrum afsplitsing)
- 1944: Partido Liberal Progresista (centrum afsplitsing)

## Verkiezingsuitslagen
| Jaar | Aantal afgevaardigden (totaal aantal zetels tussen haakjes) | Aantal senatoren (totaal aantal zetels tussen haakjes) |
| ---- | ----------------------------------------------------------- | ------------------------------------------------------ |
| 1864 | 37 (72)                                                     | n.b.                                                   |
| 1867 | 52 (72)                                                     | n.b.                                                   |
| 1870 | 37 (72)                                                     | n.b.                                                   |
| 1876 | 55 (108)                                                    | n.b.                                                   |
| 1879 | 48 (113)                                                    | n.b.                                                   |
| 1882 | 67 (108)                                                    | n.b.                                                   |
| 1885 | 67 (113)                                                    | n.b.                                                   |
| 1888 | 76 (113)                                                    | n.b.                                                   |
| 1891 | 31 (94)                                                     | n.b.                                                   |
| 1894 | 27 (94)                                                     | n.b.                                                   |
| 1897 | 28 (94)                                                     | n.b.                                                   |
| 1900 | 31 (94)                                                     | n.b.                                                   |
| 1903 | 27 (94)                                                     | n.b.                                                   |
| 1906 | 16 (94)                                                     | n.b.                                                   |
| 1909 | 15 (94)                                                     | n.b.                                                   |
| 1912 | 23 (118)                                                    | n.b.                                                   |
| 1915 | 20 (118)                                                    | 11 (37)                                                |
| 1918 | 29 (118)                                                    | 10 (37)                                                |
| 1921 | 24 (118)                                                    | 9 (37)                                                 |
| 1924 | 21 (118)                                                    | 8 (37)                                                 |
| 1925 | 33 (132)                                                    | 10 (45)                                                |
| 1932 | 18 (142)                                                    | 7 (45)                                                 |
| 1937 | 35 (146)                                                    | 12 (45)                                                |
| 1941 | 21 (147)                                                    | 9 (45)                                                 |
| 1945 | 31 (147)                                                    | 11 (45)                                                |
| 1949 | 33 (147)                                                    | 14 (45)                                                |
| 1953 | 22 (147)                                                    | 13 (45)                                                |
| 1957 | 30 (147)                                                    | 10 (45)                                                |
| 1961 | 28 (147)                                                    | 9 (45)                                                 |
| 1965 | 6 (147)                                                     | 5 (45)                                                 |

## Presidentskandidaten
N.B.: Niet al deze kandidaten waren lid van de PL, maar werden wel officieel door haar gesteund.
- 1829: Francisco Antonio Pinto (gewonnen), Joaquín Vicuña (verloren)
- 1831: geen
- 1836: geen
- 1841: Francisco Antonio Pinto (verloren)
- 1846: geen
- 1851: José María de la Cruz (verloren)
- 1856: geen
- 1861: José Joaquín Pérez (gewonnen)
- 1866: José Joaquín Pérez (gewonnen), Manuel Bulnes (verloren)
- 1871: Federico Errázuriz Zañartu (gewonnen), José Tomás de Urmeneta (verloren)
- 1876: Aníbal Pinto (gewonnen)
- 1881: Domingo Santa María (gewonnen), Manuel Baquedano (verloren)
- 1886: José Manuel Balmaceda (gewonnen)
- 1891: Jorge Montt (gewonnen)
- 1896: Vicente Reyes (verloren)
- 1901: Germán Riesco (gewonnen)
- 1906: Pedro Montt (gewonnen)
- 1910: Ramón Barros Luco (gewonnen)
- 1915: Javier Ángel Figueroa (verloren)
- 1920: Arturo Alessandri (gewonnen), Luis Barros Borgoño (verloren)
- 1925: Emiliano Figueroa (gewonnen)
- 1927: geen
- 1931: Juan Esteban Montero (gewonnen), Arturo Alessandri (verloren)
- 1932: Arturo Alessandri (gewonnen), Enrique Zañartu Prieto (verloren)
- 1938: Gustavo Ross (verloren)
- 1942: Carlos Ibáñez (verloren)
- 1946: Fernando Alessandri (verloren)
- 1952: Arturo Matte (verloren)
- 1958: Jorge Alessandri (gewonnen)
- 1964: Eduardo Frei Montalva (gewonnen)